# Leptoreodon
Il leptoreodonte (gen. Leptoreodon) è un mammifero artiodattilo estinto, appartenente ai protoceratidi. Visse nell'Eocene medio (circa 45 – 38 milioni di anni fa) e i suoi resti fossili sono stati ritrovati in Nordamerica.

## Descrizione
Questo animale è noto solo per resti fossili incompleti, ma una ricostruzione è possibile grazie al raffronto dei resti con animali simili ma meglio conosciuti. Il cranio, al contrario di forme simili come Protoceras, era sprovvisto di corna e abbastanza simile a quello dell'attuale mosco (Moschus moschiferus), con lunghi e forti canini superiori sporgenti. Leptoreodon era di piccole dimensioni rispetto agli altri protoceratidi, e la lunghezza non doveva superare il metro. Si differenziava dall'assai simile Leptotragulus solo a causa di alcune differenze nella dentatura: il quarto premolare inferiore era dotato di un metaconide grande e bulboso, con una cresta anteriore ricurva. Inoltre, il bacino del talonide tendeva a chiudersi posteriormente.

## Classificazione
Leptoreodon venne descritto per la prima volta nel 1898 da Wortman, sulla base di fossili incompleti ritrovati in Utah. Successivamente sono stati ritrovati numerosi altri resti fossili cranici attribuiti a questo genere, provenienti da California, Texas, Saskatchewan e Montana. Sono note numerose specie: oltre alla specie tipo (L. marshi) si ricordano L. major, L. pusillus, L. edwardsi, L. golzi, L. leptolophus, L. stocki. Tutte queste forme si distinguevano principalmente per dettagli nella dentatura. Leptoreodon fa parte dei protoceratidi, una famiglia di artiodattili di incerta collocazione sistematica, forse imparentati con i camelidi. Leptoreodon è una delle forme più primitive della famiglia, e i suoi stretti parenti comprendono l'ancor più arcaico Leptotragulus e altri membri leggermente più derivati, come Heteromeryx e Poabromylus.